# White Noise
White Noise é o quinto álbum de estúdio da banda The Living End, lançado a 21 de Julho de 2008.

## Faixas
Todas as faixas escritas e compostas por C. Cheney.
1. "How Do We Know?" - 4:14
2. "Raise the Alarm" - 3:37
3. "White Noise" - 3:44
4. "Moment in the Sun" - 4:22
5. "Waiting for the Silence" - 5:01
6. "Make the Call" - 4:00
7. "Loaded Gun" - 4:57
8. "Kid" - 3:33
9. "21st Century" - 3:28
10. "Hey Hey Disbeliever" - 3:37
11. "Sum of Us" - 3:49

## Desempenho nas paradas musicais
| Parada musical (2008)   | Posições |
| ----------------------- | -------- |
| Austrália - ARIA Charts | 2        |